# Tombola (radioprogramma)
Tombola was een populair Nederlands muziekprogramma van de KRO dat op Hilversum 3 (de voorloper van 3FM) te beluisteren viel. Het werd vanaf 30 september 1973 uitgezonden op zondagavond en gepresenteerd door Anne van Egmond en Lex Lammen. De muziekkeuze was in handen van Lex Tondeur.
Het programma werd gekenmerkt door easy-listeningmuziek en de rustige duopresentatie, waarbij de presentatoren in dialoog met elkaar waren en geregeld cryptische grappen uitwisselden. Elke uitzending vond plaats tussen 19.00u en 23.00u 's avonds. De herkenningsmelodie van elke uitzending was Penny Lane, in een cover van The Hollyridge Strings.
In april 1979 sneuvelde het programma als gevolg van de zogeheten zenderkleuring waarbij men op Hilversum 3 meer popmuziek wilde draaien.
Een herleving van dit radioprogramma vond van 11 oktober 1984 tot 28 november 1985 elke donderdagavond plaats op Hilversum 1.